# أندرو مارشال (كاتب)
أندرو مارشال (بالإنجليزية: Andrew Marshall)‏ هو كاتب سيناريو بريطاني، ولد في 27 أغسطس 1954 في Lowestoft ‏ في المملكة المتحدة.

## وصلات خارجية
- أندرو مارشال على موقع IMDb (الإنجليزية)
- أندرو مارشال على موقع قاعدة بيانات الفيلم (الإنجليزية)